# 中国道教协会
中国道教协会（英語：Taoist Association of China，简称：中国道协）是中华人民共和国境内道教教徒联合的爱国宗教团体和教务组织，成立于1957年4月12日。

## 历史
1957年，全国道教界成立了中国道教协会。

## 历届领导

### 筹备委员会
- 任期：1956年11月26日－1957年4月12日[5]
- 会长：岳崇岱
- 副会长：陈撄宁、孟明慧
- 秘书长：屈大元

### 第一届
- 任期：1957年4月12日－1961年11月9日[6]
- 会长：岳崇岱
- 副会长：汪月清、易心莹、孟明慧、乔清心、陈撄宁
- 秘书长：陈撄宁

### 第二届
- 任期：1961年11月9日－1967年[7]
- 会长：陈撄宁
- 副会长：易心莹、孟明慧、乔清心、蒋宗翰、黎遇航
- 秘书长：黎遇航

### 第三届
- 任期：1980年5月13日－1986年9月17日[8]
- 会长：黎遇航
- 副会长：王教化、陈理实
- 秘书长：王伟业

### 第四届
- 任期：1986年9月17日－1992年3月6日[9]
- 会长：黎遇航
- 副会长：王教化、刘之维、傅元天
- 秘书长：李文成

### 第五届
- 任期：1992年3月6日－1998年8月24日[10]
- 会长：傅圆天
- 副会长：谢宗信、陈莲笙、闵智亭
- 秘书长：李文成

### 第六届
- 任期：1998年8月24日－2005年6月24日[11]
- 会长：闵智亭
- 副会长：张继禹、任法融、刘怀元、王光德、黄信阳、黄至安（女）、丁常云、唐诚清、赖保荣
- 秘书长：袁炳栋

### 第七届
- 任期：2005年6月24日－2010年6月23日[12]
- 会长：任法融
- 副会长：张继禹、杨同祥、黄信阳、黄至安（女）、丁常云、唐诚青、赖保荣、刘怀元、王全林、林舟、张金涛、张凤林
- 秘书长：袁炳栋

### 第八届
- 任期：2010年6月23日－2015年6月29日[13]
- 会长：任法融
- 副会长：张继禹、黄信阳、黄至安（女）、丁常云、唐诚青、赖保荣、刘怀元、林舟、张金涛、张凤林、孟崇然（女）、黄至杰、李诚道（李光富）、李一（李军）
- 秘书长：王哲一

### 第九届
- 任期：2015年6月29日－2020年11月28日[14]
- 会长：李光富
- 副会长：张凤林、黄信阳、黄至安、唐诚青、赖保荣、张金涛、孟崇然、黄至杰、孟至岭、袁志鸿、胡诚林、董崇文、谢荣增、陆文荣、张高澄、吴诚真、董中基、张诚达、吉宏忠
- 秘书长：张凤林（兼）

### 第十届
- 任期：2020年11月28日－至今[15]
- 会长：李光富
- 副会长：张金涛、黄至杰、孟至岭、袁志鸿、胡诚林、谢荣增、陆文荣、张高澄、吴诚真、董中基、张诚达、吉宏忠、张明心、赵理修、邓信德、袁宗善、梁崇雄、吴理之
- 秘书长：李寒颖[16]